# 天外來客 (異世奇人)
《天外來客》（英語：The Woman Who Fell to Earth）是英國科幻電視劇《異世奇人》系列11的第1集，是整個劇集的第277個故事，於2018年10月7日18時45分在英國廣播公司第一台首播。本集的劇本由本系列新任主理人、首席編劇和執行製作人克里斯·奇布諾爾撰寫，導演為傑米·蔡爾茲。本集是朱迪·惠特克正式出演第十三任博士的第1集。在本集中引入了博士的三位新同伴：格雷姆·奧布萊恩（布拉德利·沃爾什飾）、瑞恩·辛克萊（托辛·科爾飾）和婭斯敏·坎（曼迪·吉爾飾）。莎倫·D·克拉克客串出演格雷姆的妻子格蕾絲。
故事講述了在謝菲爾德行駛的列車上，一群人需要面對新外星人的攻擊。剛剛重生的博士從天而降落入車廂，她在2017年聖誕特輯《曾有兩次》的故事中被塔迪斯拋出。博士帶領這群人解開謎團，發現這個新到地球的外星人計劃獵捕人類。博士在同伴的協助下拯救身處危險中的人們。
前任劇集主理人史蒂芬·莫法特和執行製片人布賴恩·明欽在完成系列10後離開，本集是新任主理人克里斯·奇布諾爾接手劇集后的第1集，同時，奇布諾爾與馬特·斯特裏文和山姆·霍伊尔擔當執行製片人。在經歷由拉塞尔·T·戴维斯主理的2005–2010年第一階段和莫法特主理的2010–2017年第二階段後，《異世奇人》自本集開啟2005年重啟以來的第三個階段。本集以及本季此後的每集定於英國當地時間每週日播出，這個播出時間在《異世奇人》歷史上是第一次。此外，本集在首播時沒有出現片頭，標題出現在整個正片播放完成之後，這種情況曾在2013年的《博士之日》和2015年《永無安眠》中出現過。本集播出後獲得了正面好評，英國當晚收視人數達820萬，是自2013年《博士之時》之後的最高收視。本集在英國的總收視達1096萬，是《異世奇人》整個劇集的最高收視。

## 故事梗概
患有運動困難癥的年輕人瑞恩·辛克萊在練習多次後仍然無法學會騎自行車，他自暴自棄地將車子從山頂扔了下去。在下山尋回自行車時，瑞恩發現並觸摸了多道奇怪的光線之後，突然憑空出現了一個洋蔥頭形狀的藍色飛行艙。瑞恩報警後，他的小學同學、現在身為警察的婭斯敏·坎來到現場。與此同時，瑞恩的祖母格蕾絲和她的丈夫格雷姆以及另外一名乘客卡爾在列車上遇到怪物攻擊，能夠發出電流的一團不停扭動的電纜。瑞恩接到祖母的求救電話後，和婭斯敏一同驅車趕到這輛在謝菲爾德的列車上。此時博士穿過了列車頂層車身自天而降至車廂中。怪物在用電流攻擊了車廂里的所有人後離開。
卡爾因害怕獨自離開，剩下的人和剛剛重生的博士一起探尋這個奇異事件。她發現電纜怪物在每個人的體內種植了DNA炸彈，炸彈隨時可能被引爆。瑞恩向博士說起自己之前所遇到的藍色飛行艙，一行人來到山谷中發現它已經消失了。他們打聽到這個藍色物體被運到了拉胡爾的倉庫。拉胡爾認為自己姐姐的消失與此有關，將其帶回倉庫，但是他被隨後出現的第二個外星人殺死。博士一行人來到倉庫，發現了裂開的飛行艙。被塔迪斯甩出的博士丟失了音速起子，她利用此處的零件重新製作了一把新的。
博士一行人發現並攔住了電纜怪物，發現它其實是數據採集線圈。第二個外星人突然出現，稱自己為來自斯坦扎種族的茲穆扎，被博士戲稱為「蒂姆·肖」。他是一名斯坦扎戰士，來地球進行狩獵人類的運動，拉胡爾的姐姐正是前一次的狩獵目標。憤怒的博士要求茲穆扎離開這個星球，但是他已經利用數據採集線圈收集了此次目標卡爾的信息，與線圈一起去獵捕卡爾。
博士與同伴及時發現了卡爾，一名正在建築工地工作的起重機操作員。博士、瑞恩和婭斯敏爬到了臨近的另一架起重機上去解救卡爾。茲穆扎抓住了卡爾。博士此刻想起了自己的身份，命令茲穆扎放開卡爾，否則他將會失去飛行艙的召回裝置，被困在地球上。茲穆扎引爆了DNA炸彈，但博士已經將炸彈轉移到了數據採集線圈中，此後茲穆扎在從線圈中下載數據時將炸彈植入自己體內。博士將召回裝置扔還給了茲穆扎，他及時將自己傳送回去。另一方面，格蕾絲成功地摧毀了線圈，但從起重機上墜落身亡。
在格蕾絲的葬禮之後，博士告訴格雷姆、瑞恩和婭斯敏她需要尋回自己的塔迪斯。在他們的幫助下，博士成功建造了一個傳送裝置。她和他們說再見後啟動裝置，卻將自己連同三人全部傳送到了太空中。

## 製作

### 開發
2016年1月，擔當了7年的主理人後，莫法特宣佈系列10將是他作為首席編劇和執行製片人的最後一季，克里斯·奇布諾爾將在2018年接替自己。同時擔任執行製片人的還有馬特·斯特裏文和山姆·霍伊尔。
2018年2月20日，本系列啟用的全新標誌在英国广播公司商业分支揭幕。標誌由創意公司小鷹（Little Hawk）設計，同時也設計了一枚由圓形包圍住英文詞WHO的傳統風格徽章，常用作社交媒體帳號資料頭像。視覺特效由英國公司双重否定製作完成。2018年2月，馬瑞·高德宣佈不再為系列11作曲，他一直是自2005年《異世奇人》重啟以來的音樂總監。2018年6月26日，製作人克里斯·奇布諾爾公佈本系列的作曲由英國皇家伯明翰音樂學院校友賽貢·阿基諾拉完成。

### 選角

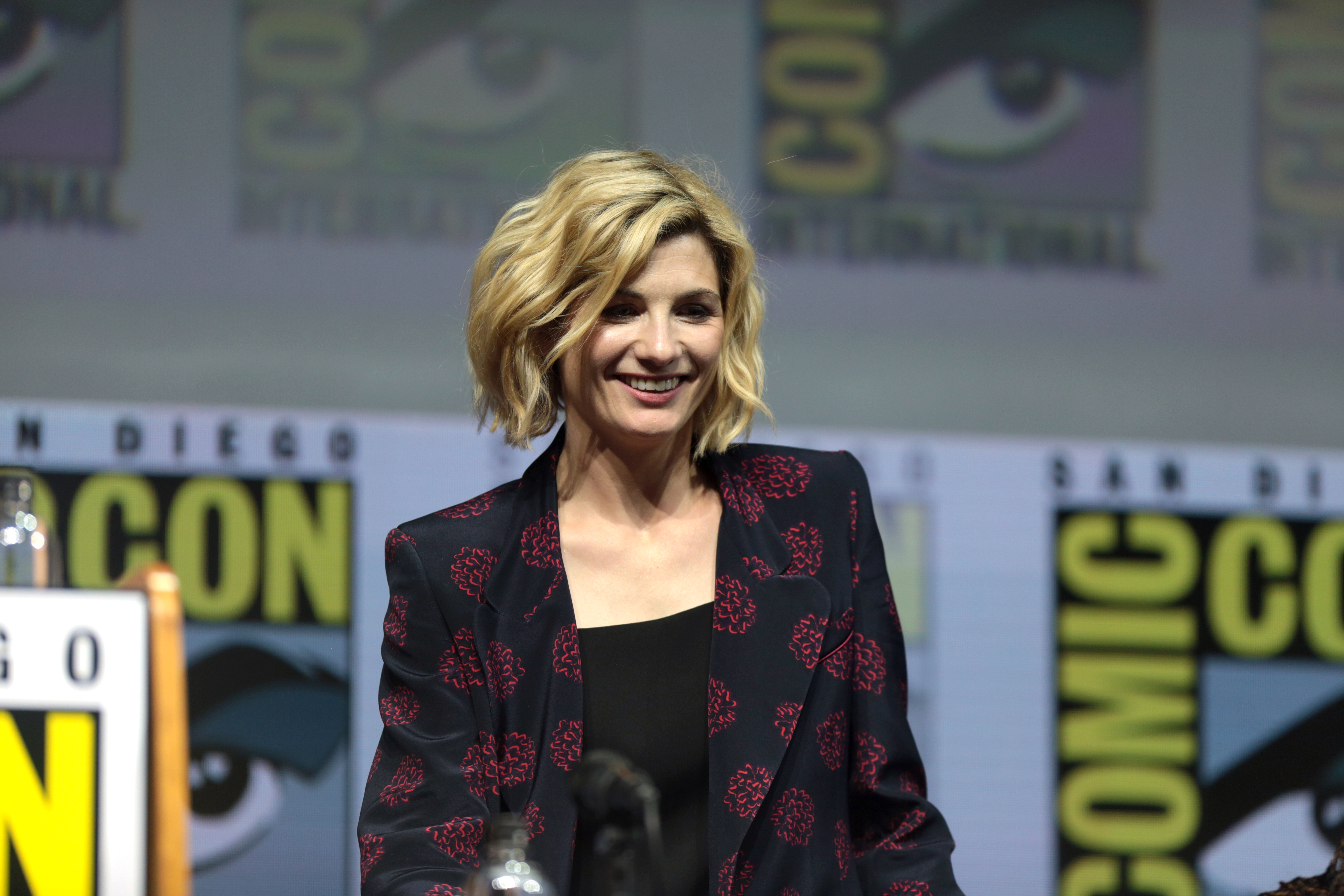
2018年7月21日，朱迪·惠特克在圣地亚哥国际漫画展宣傳《異世奇人》系列11。

本集引入朱迪·惠特克飾演第十三任博士。主演了之前三季的前任博士飾演者彼得·卡帕尔蒂，於系列10結束后離開。卡帕爾蒂飾演的第十二任博士最後出現在2017年的聖誕特輯《曾有兩次》。2017年2月，主理人莫法特曾試圖說服卡帕爾蒂留下來未果。
2017年，在完成ITV出品的電視劇《小鎮疑雲》後，新任首席編劇和執行製片人克里斯·奇布諾爾開始選擇第十三任博士的演員。主理人奇布諾爾具有演員人選的最終發言權。媒體和書商們紛紛猜測誰會是卡帕尔蒂的繼任者，支持本·威士肖和克里斯·马歇尔的呼聲最高。2017年7月16日，英國廣播公司在播出2017年溫布頓網球錦標賽罗杰·费德勒和馬林·契利奇的男子單打決賽後，公佈朱迪·惠特克將成為第十三任博士的飾演者。
本集為博士引入三位新同伴，分別是格雷姆（布拉德利·沃爾什飾）、瑞恩（托辛·科爾飾）和婭斯敏（曼迪·吉爾飾）。女演員莎倫·D·克拉克飾演格雷姆的妻子格蕾絲。此外，喬納森·迪克森和塞繆爾·奧特利在本集中客串出演。

### 拍攝
傑米·蔡爾茲執導本季第一個製作區塊，包括本集和第7集。他曾執導引入朱迪·惠特克成為第十三任博士的短片。
系列11的前期製作始於2017年10月下旬。正式拍攝始於2017年11月，2018年8月完成拍攝。本系列歷史上第一次採用庫克光學和愛展能光學變形鏡頭拍攝，這一創造性的決定以期使成品更能具備電影化的質感。

### 宣傳
2018年7月15日，英國廣播公司在克羅地亞對戰法國的世界盃決賽直播期間播放了時長50秒的先行預告短片。
7月19日，主演朱迪·惠特克、托辛·科爾、曼迪·吉爾和劇集主理人克里斯·奇布諾爾、馬特·斯特裏文參加了圣地亚哥国际漫画展，在漫展上公佈了第一支時長50秒的正式預告片。9月20日，《異世奇人》的Youtube頻道發佈了第二支時長79秒的官方預告片。9月24日，本系列的提前首映典禮在英國謝菲爾德The Moor商業街舉行，新任博士飾演者朱迪·惠特克偕同托辛·科爾、曼迪·吉爾和布拉德利·沃爾什出席活動。9月28日，BBC先行公佈了本集其中的一個片段。

## 發行與反響
| 綜合得分         | 綜合得分 |
| 來源             | 評分     |
| ---------------- | -------- |
| 爛番茄（平均分） | 8.14     |
| 爛番茄（新鮮度） | 90%      |
| 評論得分         |          |
| 來源             | 評分     |
| 《泰晤士報》     | [ 34 ]   |
| 《每日鏡報》     | [ 35 ]   |
| 《IGN》          | 8.7      |
| 《IndieWire》    | B-       |
| 《紐約 (雜誌)》  | [ 38 ]   |
| 《紐約郵報》     | [ 39 ]   |
| 《廣播時報》     | [ 40 ]   |
| 《影音俱樂部》   | B        |
| 《每日電訊報》   | [ 42 ]   |
| 《衛報》         | [ 43 ]   |
| 《獨立報》       | [ 44 ]   |
| 《TV Fanatic》   | [ 45 ]   |

### 電視
本系列共有10集，第1集《天外來客》共有63分鐘，其餘各集平均時長在50分鐘左右 。本集於英國當地時間2018年10月7日18時45分首播，並在美國的英國廣播公司美國台同步播出，在中國的線上視頻播放平台優酷遲於英國播出時間一個小時後播出。此外，本集在首播時沒有出現片頭，標題出現在整個正片播放完成之後，這種情況曾在2013年的《博士之日》和2015年《永無安眠》中出現過。

### 影院
2018年9月24日，《天外來客》作為系列11首映典禮活動的一部分在英國謝菲爾德點映。10月8日，本集在澳大利亞部分影院點映。10月10日至11日，本集在美國部分影院點映。

### 收視
本集播出當晚收視人數達820萬，是自2013年《博士之時》之後的最高收視。高於第十二任博士彼得·卡帕尔蒂2014年的首秀《深呼吸》的同期數據680萬、第十一任博士馬特·史密斯2010年的《危急時刻》800萬，低于第十任博士大衛·田納特2005年的聖誕特輯《聖誕入侵》940萬。本集的尖峰收視人數則為900萬，收視份額（某時間段在觀看此劇的觀眾人數與當時打開了電視機的觀眾總人數的比例）為40.1%。本集在英國的總收視達1096萬，是《異世奇人》整個劇集的最高收視。本集的觀眾欣賞指數為83。

### 評價
本集在爛番茄網站上獲得了90%的新鮮度，平均得分8.14/10（31位劇評人）。該網站的關鍵共識寫道：「朱迪·惠特克在《天外來客》中優秀地表現出博士這一時間旅行者的形象，證明（博士這種）改變也可以成為非常好的事情。」2018年9月24日，本系列第1集《天外來客》在英國謝菲爾德首映。媒體和劇評人對新任博士的飾演者朱迪·惠特克讚賞有加。《泰晤士報》的卡羅爾·米格利表示：「惠特克的表演在劇中沒有過度，給人自然的感覺。10分鐘後，你會忘記博士的性別這個不成問題的問題。惠特克為這個角色帶來了新的活力和現代感。」《衛報》認為在第1集中融合了危險、悲傷、歡樂等元素。在首映結束後，惠特克發言表示新系列在尊重過去的同時嘗試尋求改變，並始終努力做正確的事情。另外，相較於馬瑞·高德製作的優美悅耳的管弦音樂，新加入的音樂總監賽貢·阿基諾拉為新系列帶來了更具緊湊感的電子音樂配樂。《太陽報》的羅德·麥克菲評價：「惠特克時代相對彼得·卡帕尔蒂時代來說是一個巨大的進步，她為《異世奇人》重新帶回了一些大衛·田納特和馬特·史密斯時代的精髓——儘管她還沒有像他們那樣完美地塑造這個角色。」《廣播時報》的休·富勒頓給予了高度好評，他寫道：「簡單地說，《異世奇人》從來沒有像現在這樣好看。由双重否定工作室帶來的全新視覺特效在謝菲爾德得到了充分展示。本系列的首映禮是場賞心悅目的視覺盛宴，是導演奇布諾爾應得的榮譽。」《帝國雜誌》報道稱，本系列正像朱迪·惠特克和導演克里斯·奇布諾爾所允諾的那樣，具有明快的敘事節奏和電影風格。《數碼間諜》的摩根·杰弗瑞則認為第1集《天外來客》並非完美，但是對於《異世奇人》將要開啟的全新時代來說，這是一個充滿希望的開始。第1集中所具有的新鮮感和現代感是這部已經持續了55年的科幻電視劇如此成功的關鍵要素。

### 影碟
《天外來客》將在區域4發行獨立DVD影碟。

## 資料來源
1. ↑  Dowell, Ben. . 廣播時報. 2016年1月22日  [2016年1月22日]. （原始内容存档于2018-07-14） （英语）.
2. ↑  Fullerton, Huw. . 廣播時報. 2017年2月20日  [2017年2月20日]. （原始内容存档于2018-08-29） （英语）.
3. ↑  . 廣播時報.   [2018年9月23日]. （原始内容存档于2018-09-22） （英语）.
4. ↑  O'Connor, Rory. . Express. 2018年2月3日  [2018年2月20日]. （原始内容存档于2018-06-12） （英语）.
5. ↑  Salemme, Danny. . Screen Rant. 2018年6月26日  [2018年6月27日]. （原始内容存档于2018-06-27） （英语）.
6. 1 2  . The Telegraph. 2017年7月16日  [2017年7月16日]. （原始内容存档于2018-06-23） （英语）.
7. ↑  . BBC. 2017年1月30日  [2017年2月1日]. （原始内容存档于2018-01-19） （英语）.
8. ↑  . 广播时报. 2017年2月17日  [2017年2月20日]. （原始内容存档于2018-07-02） （英语）.
9. ↑  Dowell, Ben. . 广播时报. 2017年1月31日  [2017年2月20日]. （原始内容存档于2018-07-27） （英语）.
10. ↑  Littlejohn, Georgina. . 太陽報. 2017年2月8日  [2017年2月14日]. （原始内容存档于2018-07-27） （英语）.
11. 1 2  . 广播时报. 2017年10月22日  [2017年10月22日]. （原始内容存档于2018-06-25） （英语）.
12. ↑  . Metro. 2018年3月26日  [2018年5月28日]. （原始内容存档于2018-06-25） （英语）.
13. ↑  Marcus. . Doctor Who News. 2018年9月18日  [2018年9月20日]. （原始内容存档于2018-10-08） （英语）.
14. ↑  . 廣播時報.   [2018年9月27日]. （原始内容存档于2018-10-07） （英语）.
15. 1 2  Sandwell, Ian. . 數碼間諜. 2017年10月27日  [2017年10月27日]. （原始内容存档于2018-06-25） （英语）.
16. ↑   (PDF).   [28 October 2017]. （原始内容存档 (PDF)于2018-08-20）.
17. ↑  Davies, Megan. . 數碼間諜. 2017年11月12日  [2018年6月25日]. （原始内容存档于2018-06-24） （英语）.
18. ↑  Fullerton, Huw. . 2018年7月20日  [2018年7月20日]. （原始内容存档于2018-08-19） （英语）.
19. ↑  Strauss, Will. . Broadcast. Broadcast.   [2017年12月1日]. （原始内容存档于2018-09-20） （英语）.
20. ↑  . 娛樂周刊. 2018年7月15日  [2018年7月16日]. （原始内容存档于2018-08-25） （美国英语）.
21. ↑  . 今日美國. 2018年7月15日  [2018年7月16日]. （原始内容存档于2018-08-16） （美国英语）.
22. ↑  . 廣播時報. 2018年7月6日  [2018年7月23日]. （原始内容存档于2018-08-16） （英语）.
23. ↑  . YouTube. 2018年7月20日  [2018年7月31日]. （原始内容存档于2018-07-31） （英语）.
24. ↑  Schaefer, Sandy. . screenrant.com. 2018年7月20日  [2018年7月23日]. （原始内容存档于2018-07-20） （英语）.
25. ↑  Marcus. . Doctor Who News. 2018年9月20日  [2018年9月21日]. （原始内容存档于2018-09-20） （英语）.
26. ↑  . YouTube. 2018年9月20日  [2018年9月21日]. （原始内容存档于2018-09-20） （英语）.
27. ↑  Marcus. . Doctor Who News. 2018年9月12日  [2018年9月20日]. （原始内容存档于2018-09-25） （英语）.
28. 1 2 3  . BBC News. 2018年9月24日  [2018年9月25日]. （原始内容存档于2018-09-25） （英语）.
29. ↑  Adejobi, Alicia. . Metro. 2018年9月24日  [2018年9月25日]. （原始内容存档于2018-09-25） （英语）.
30. ↑  Powell, Emma. . Metro. 2018年9月24日  [2018年9月25日]. （原始内容存档于2018-09-25） （英语）.
31. ↑  Vick, Megan. . 電視指南. 2018年9月28日  [2018年9月29日]. （原始内容存档于2018-09-29） （英语）.
32. ↑  . YouTube. 2018年9月28日  [2018年9月29日]. （原始内容存档于2018-09-28） （英语）.
33. 1 2 3  . Rotten Tomatoes.   [2018年10月30日]. （原始内容存档于2017-12-04）.
34. 1 2  Midgley, Carol. . 泰晤士報. 2018年9月27日  [2018年9月29日]. （原始内容存档于2018-09-27） （英国英语）.
35. ↑  Hyland, Ian. . mirror. 2018年10月7日  [2018年10月7日]. （原始内容存档于2018-10-07）.
36. ↑  Lavin, Lauren. . IGN. 2018年10月7日  [2018年10月7日]. （原始内容存档于2018-10-07）.
37. ↑  Nguyen, Hanh. . IndieWire. 2018年10月7日  [2018年10月8日]. （原始内容存档于2018-10-07） （美国英语）.
38. ↑  Ruediger, Ross. . Vulture.   [2018年10月8日]. （原始内容存档于2018-10-07） （英语）.
39. ↑  . New York Post. 2018年10月7日  [2018年10月9日]. （原始内容存档于2018-10-08） （美国英语）.
40. 1 2  Kelly, Stephen. . 廣播時報. 2018年10月8日  [2018年10月8日]. （原始内容存档于2018-10-08） （英语）.
41. ↑  Siede, Caroline. . The A.V. Club. 2018年10月7日  [2018年10月7日]. （原始内容存档于2018-10-07）.
42. ↑  Hogan, Michael. . The Telegraph. 2018年10月7日  [2018年10月7日]. ISSN 0307-1235. （原始内容存档于2018-10-07）.
43. ↑  Mangan, Lucy. . the Guardian. 2018年10月7日  [2018年10月8日]. （原始内容存档于2018-10-07） （英语）.
44. ↑  . The Independent.   [2018年10月7日]. （原始内容存档于2018-10-08） （英国英语）.
45. ↑  . TV Fanatic. 2018年10月7日  [2018年10月7日]. （原始内容存档于2018-10-09） （英语）.
46. ↑  . BBC News. 2017年10月22日  [2017年10月23日]. （原始内容存档于2017-10-23） （英语）.
47. ↑  . 廣播時報.   [2018年2月3日]. （原始内容存档于2018-02-03） （英语）.
48. 1 2  . Express. 2018年9月26日  [2018年9月26日]. （原始内容存档于2018-09-26） （英语）.
49. ↑  Napoli, Jessica. . TVInsider. 2018年9月5日  [2018年9月25日]. （原始内容存档于2018-09-06） （英语）.
50. ↑  . DoctorWho神秘博士. 2018年9月30日  [2018年10月9日]. （原始内容存档于2018-10-02） （中文（中国大陆））.
51. ↑  Amaya, Erik. . 爛番茄. 2018年10月7日  [2018年10月8日]. （原始内容存档于2018-10-12） （英语）.
52. ↑  Marcus. . Doctor Who News. 2018年9月12日  [2018年9月20日]. （原始内容存档于2018-10-07） （英语）.
53. ↑  Collis, Clark. . Entertainment Weekly. 2018年9月27日  [2018年9月28日]. （原始内容存档于2018-09-27） （英语）.
54. ↑  . Doctor Who TV. 2018年10月8日  [2018年10月8日]. （原始内容存档于2018-10-08） （英语）.
55. ↑  . Doctor Who TV. 2014年1月2日  [2014年1月3日]. （原始内容存档于2014-01-02） （英语）.
56. ↑  . 守望好萊塢. 2018年10月8日  [2018年10月11日]. （原始内容存档于2018-10-12） （中文（中国大陆））.
57. ↑  . Doctor Who News. 2018年10月15日  [2018年10月20日]. （原始内容存档于2018-10-18） （英语）.
58. ↑  Stark, George. . Syfy. 2018年9月28日  [2018年9月29日]. （原始内容存档于2018-09-29） （英语）.
59. ↑  Belam, Martin. . 衛報. 2018年9月26日  [2018年9月30日]. （原始内容存档于2018-09-28） （英语）.
60. 1 2 3 4 5  Telegraph Reporters. . 每日電訊報. 2018年9月27日  [2018年9月30日]. （原始内容存档于2018-09-29） （英语）.
61. ↑  McPhee, Rod. . 太陽報. 2018年9月26日  [2018年9月30日]. （原始内容存档于2018-09-27） （英语）.
62. ↑  Fullerton, Huw. . 廣播時報. 2018年9月27日  [2018年9月30日]. （原始内容存档于2018-09-27） （英语）.
63. ↑  Hilton, Boyd. . 帝國雜誌. 2018年9月25日  [2018年9月30日]. （原始内容存档于2018-09-25） （英语）.
64. ↑  Jeffery, Morgan. . 數碼間諜. 2018年9月27日  [2018年9月30日]. （原始内容存档于2018-09-27） （英语）.
65. ↑  . Sanity.   [2018年10月10日]. （原始内容存档于2018-10-10） （英语）.

## 外部鏈接
- "天外來客" 在 BBC《異世奇人》的主頁
- TARDIS Data Core上的相关条目： 《天外來客》
- "天外來客" 在 異世奇人: 時間（旅行）簡史
- 互联网电影数据库上天外來客的资料（英文）